# مروارید دیهیم
مروارید دیهیم (لهستانی: Perła w koronie) یک فیلم درام لهستانی به کارگردانی کاژیمیش کوتز است که در سال ۱۹۷۱ ساخته و در سال ۱۹۷۲ منتشر شد. این فیلم در جشنواره فیلم کن ۱۹۷۲ به نمایش درآمد. این فیلم نمایندهٔ لهستان جهت رقابت برای جایزه اسکار بهترین فیلم بین‌المللی در چهل و پنجمین دوره جوایز اسکار بود که البته به فهرست نهایی نامزدها راه نیافت.

## گزیدهٔ بازیگران
- ووتسیا کووُلیک
- اولگیرد ووکاشِـویچ
- یان اِنگلرت
- فرانچیشک پیچکا
- یژی سنوتا
- برنارد کراوچیک
- ماریان اوپانیا
- وویچیخ آلابورسکی
- آنتونی یوراش
- الکساندر بدناش